# Matt Frewer
Matthew George Frewer, detto Matt (Washington, 4 gennaio 1958), è un attore e doppiatore canadese, noto principalmente per aver interpretato il protagonista della serie televisiva Max Headroom.

## Biografia
Frewer è nato a Washington da Gillian Anne German, di origini tedesche e da Frederick Charlesley Frewer, ufficiale nautico di origine canadese. È cresciuto a Peterborough, in Ontario ed ha studiato nel famoso Bristol Old Vic Theatre School, laureandosi dopo tre anni di corso nel 1980. Nel 2009 ha collaborato con Zack Snyder recitando nel film Watchmen, in cui vestiva i panni del villain Moloch. Nel 2018, ha interpretato Carnage nella serie Netflix Altered Carbon. Nello stesso anno, è stato scritturato per la serie horror-drammatica di Netflix, The Order.
Frewer ha ottenuto la doppia cittadinanza in Canada e negli Stati Uniti. Quando egli non lavora, insieme alla moglie, Amanda Hillwood e alla figlia passa il tempo libero tra Malibù, in California, e la Gatineau Colline del Québec.

## Filmografia

### Attore

#### Cinema
- Cavalli di razza (The Lords of Discipline), regia di Franc Roddam (1983)
- Monty Python - Il senso della vita (The Meaning of Life), regia di Terry Jones e Terry Gilliam (1983)
- Supergirl - La ragazza d'acciaio (Supergirl), regia di Jeannot Szwarc (1984)
- Spie come noi (Spies Like Us), regia di John Landis (1985)
- Quarto protocollo (The Fourth Protocol), regia di John Mackenzie (1987)
- Ishtar, regia di Elaine May (1987)
- La corsa più pazza del mondo 2 (Speed Zone), regia di Jim Drake (1989)
- Tesoro, mi si sono ristretti i ragazzi (Honey, I Shrunk the Kids), regia di Joe Johnston (1989)
- Lontano da casa (Far from Home), regia di Meiert Avis (1989)
- Come è difficile farsi ammazzare (Short Time), regia di Gregg Champion (1990)
- Rapina del secolo a Beverly Hills (The Taking of Beverly Hills), regia di Sidney J. Furie (1991)
- Un pezzo da 20 (Twenty Bucks), regia di Keva Rosenfeld (1993)
- Congiunzione di due lune 2 - Ritorno a Two Moon Junction (Return to Two Moon Junction), regia di Farhad Mann (1995)
- Senior trip - La scuola più pazza del mondo (National Lampoon's Senior Trip), regia di Kelly Makin (1995)
- Il tagliaerbe 2 - The Cyberspace (The Lawnmower Man 2: Beyond Cyberspace), regia di Farhad Mann (1996)
- 6ix, regia di Brett Sullivan - cortometraggio (1999)
- L'alba dei morti viventi (Dawn of the Dead), regia di Zack Snyder (2004)
- Una casa alla fine del mondo (A Home at the End of the World), regia di Michael Mayer (2004)
- Vado, vedo... vengo! - Un viaggio tutto curve (Going the Distance), regia di Mark Griffiths (2004)
- Porky Hospital (Intern Academy), regia di Dave Thomas (2004)
- Geraldine's Fortune, regia di John N. Smith (2004)
- Riding the Bullet, regia di Mick Garris (2004)
- Weirdsville, regia di Allan Moyle (2007)
- Watchmen, regia di Zack Snyder (2009)
- Rampage, regia di Uwe Boll (2009)
- Darfur, regia di Uwe Boll (2009)
- Wushu Warrior, regia di Alain Desrochers (2010)
- Frankie & Alice, regia di Geoffrey Sax (2010)
- 50 e 50 (50/50), regia di Jonathan Levine (2011)
- Foreverland regia di Maxwell McGuire (2011)
- Rampage - Giustizia capitale (Rampage: Capital Punishment), regia di Uwe Boll (2015)
- Il GGG - Il grande gigante gentile (The BFG), regia di Steven Spielberg (2016)

#### Televisione
- The First Olympics: Athens 1896, regia di Alvin Rakoff - miniserie TV (1984)
- Max Headroom - serie TV, 15 episodi (1985-1988)
- American Playhouse - serie TV, 1 episodio (1985)
- Tender Is the Night, regia di Robert Knights - film TV (1985)
- Robin Hood (Robin of Sherwood) - serie TV, 1 episodio (1986)
- The Max Headroom Show - serie TV, 1 episodio (1986)
- A cuore aperto (St. Elsewhere) - serie TV, 1 episodio (1987)
- The Original Max Talking Headroom Show - serie TV, 1 episodio (1987)
- Miami Vice - Squadra antidroga (Miami Vice) - serie TV, 2 episodi (1988)
- Sesamo apriti (Sesame Street) - serie TV, 2 episodi (1988)
- Doctor Doctor - serie TV, 40 episodi (1989-1991)
- Star Trek: The Next Generation - serie TV, 1 episodio (1991)
- Gli acchiappamostri (Eerie, Indiana) - serie TV, 1 episodio (1992)
- Shaky Ground - serie TV, 17 episodi (1992-1993)
- The Positively True Adventures of the Alleged Texas Cheerleader-Murdering Mom, regia di Michael Ritchie - film TV (1993)
- The Day My Parents Ran Away, regia di Martin Nicholson - film TV (1993)
- L'ombra dello scorpione (The Stand), regia di Mick Garris - miniserie TV (1994)
- Long Shadows, regia di Sheldon Larry - film TV (1994)
- La famiglia Brock (Picket Fences) - serie TV, 1 episodio (1994)
- In Search of Dr. Seuss, regia di Vincent Paterson - film TV (1994)
- Kissinger and Nixon, regia di Daniel Petrie - film TV (1995)
- Oltre i limiti (The Outer Limits) - serie TV, 1 episodio (1996)
- Generation X, regia di Jack Sholder - film TV (1996)
- Quack Pack - serie TV, 1 episodio (1996)
- Apollo 11, regia di Norberto Barba - film TV (1996)
- Dead Man's Gun, regia di Brad Turner - film TV (1997)
- Tracey Takes On... - serie TV, 1 episodio (1997)
- I racconti di Quicksilver (Quicksilver Highway), regia di Mick Garris - film TV (1997)
- Dead Fire, regia di Robert Lee - film TV (1997)
- Breast Men, regia di Lawrence O'Neil - film TV (1997)
- PSI Factor (Psi Factor: Chronicles of the Paranormal) - serie TV, 49 episodi (1997-1999)
- Una stella a quattro zampe (In the Doghouse), regia di George Miller - film TV (1998)
- Mentors - serie TV, 1 episodio (1999)
- Da Vinci's Inquest - serie TV, 2 episodi (2000)
- Jailbait, regia di Allan Moyle - film TV (2000)
- Il mastino di Baskerville (The Hound of the Baskervilles), regia di Rodney Gibbons - film TV (2000)
- Il segno dei quattro (The Sign of Four), regia di Rodney Gibbons - film TV (2001)
- Scandalo in Boemia (The Royal Scandal), regia di Rodney Gibbons - film TV (2001)
- Il vampiro di Whitechapel (The Case of the Whitechapel Vampire), regia di Rodney Gibbons - film TV (2002)
- Taken, regia di Breck Eisner e Félix Enríquez Alcalá - miniserie TV (2002)
- L'undicesima ora (The Eleventh Hour) - serie TV, 1 episodio (2004)
- Masters of Horror - serie TV, 1 episodio (2005)
- Intelligence, regia di Stephen Surjik - film TV (2005)
- Desperation, regia di Mick Garris - film TV (2006)
- Eureka: Hide and Seek - serie TV, 6 episodi (2006)
- Intelligence - serie TV, 24 episodi (2006-2007)
- Eureka - serie TV, 18 episodi (2006-2012)
- Alice, regia di Nick Willing - miniserie TV (2009)
- How I Met Your Mother - serie TV, 1 episodio (2010)
- Supernatural - serie TV, 2 episodi (2010)
- Battle of the Bulbs, regia di Harvey Frost - film TV (2010)
- Mucchio d'ossa (Bag of Bones), regia di Mick Garris - miniserie TV (2011)
- Cyber Attack - serie TV, 2 episodi (2012-2013)
- Falling Skies - serie TV, 7 episodi (2012-2013)
- Le streghe dell'East End (Witches of East End) - serie TV, 2 episodi (2013)
- Orphan Black - serie TV, 11 episodi (2013-2017)
- The Knick - serie TV, 5 episodi (2014)
- The Librarians - serie TV, 5 episodi (2014-2015)
- Timeless - serie TV, 5 episodi (2016-2017)
- La verità sul caso Harry Quebert (The Truth About the Harry Quebert Affair) - miniserie TV, 10 puntate (2018)
- Fear the Walking Dead - serie TV, 6 episodi (2019)
- The Order - serie TV, 7 episodi (2019)
- Perry Mason - serie TV, 5 episodi (2020)

### Doppiatore
- I favolosi Tiny (Tiny Toon Adventures) - serie TV, 2 episodi (1992)
- Batman (Batman: The Animated Series) - serie TV, 1 episodio (1993)
- Bonkers gatto combinaguai (Bonkers) - serie TV, 1 episodio (1993)
- La Pantera Rosa (The Pink Panther) - serie TV, 30 episodi (1993-1996)
- The Itsy Bitsy Spider - serie TV, 1 episodio (1994)
- Aladdin - serie TV, 1 episodio (1994)
- Gargoyles - Il risveglio degli eroi (Gargoyles) - serie TV, 6 episodi (1994-1996)
- Driving Mr. Pink, regia di Charles Grosvenor e Byron Vaughns (1995)
- Scemo e più scemo (Dumb and Dumber) - serie TV, 13 episodi (1995-1996)
- Iron Man - serie TV, 1 episodio (1996)
- Bruno the Kid - serie TV, 1 episodio (1996)
- Gargoyles: The Goliath Chronicles - serie TV, 1 episodio (1996)
- Mighty Ducks - serie TV, 1 episodio (1996)
- Allacciate le cinture! Viaggiando si impara (The Magic School Bus) - serie TV, 1 episodio (1996)
- L'incredibile Hulk (The Incredible Hulk) - serie TV, 10 episodi (1996-1997)
- Hercules, regia di Ron Clements e John Musker (1997)
- Toonsylvania - serie TV, 14 episodi (1998)
- Il cuore della foresta (Heartwood), regia di Lanny Cotler (1998)
- Hercules - serie TV, 19 episodi (1998-1999)
- Mickey Mouse Works - serie TV, 1 episodio (1999)
- Cyberworld, regia di Colin Davies e Elaine Despins (2000)
- House of Mouse - Il Topoclub (House of Mouse) - serie TV, 6 episodi (2001-2002)
- Castlevania - serie TV, 12 episodi (2017-2018)

## Radio
- Tales from the Mausoleum Club - 1 episodio (1987)

## Doppiatori italiani
Nelle versioni in italiano dei suoi film, Matt Frewer è stato doppiato da:
- Oliviero Dinelli in Watchmen, Il mastino dei Baskerville, Il segno dei quattro, Il vampiro di Whitechapel, Timeless
- Gianni Giuliano in Il GGG - Il grande gigante gentile, Perry Mason
- Marco Mete in Tesoro, mi si sono ristretti i ragazzi
- Ambrogio Colombo in Eureka, Fear the Walking Dead
- Luca Biagini in Mucchio d'ossa, Orphan Black
- Mino Caprio in Com'è difficile farsi ammazzare
- Domenico Brioschi in Vado, vedo... vengo! - Un viaggio tutto curve
- Massimo Rinaldi in Max Headroom
- Vittorio Stagni in L'ombra dello scorpione
- Giorgio Lopez in Star Trek: The Next Generation
- Teo Bellia in PSI Factor
- Angelo Maggi in Taken
- Luciano Roffi in Supernatural
- Domenico Strati in Intelligence
- Raffaele Palmieri in The Knick
- Paolo Buglioni in The Librarians
- Luciano De Ambrosis ne L'alba dei morti viventi
- Nino Prester in La verità sul caso Harry Quebert
- Sergio Lucchetti in Darfur
- Simone Mori in Pixels
- Gaetano Lizzio in Rampage
- Fabrizio Temperini in The Order

Da doppiatore è sostituito da:
- Pietro Ubaldi in Batman, La Pantera Rosa
- Mino Caprio in Hercules (serie televisiva), House of Mouse - Il Topoclub
- Massimo Lodolo in Scemo e più scemo
- Gianluca Machelli in L'incredibile Hulk
- Nino Formicola in Hercules (film)
- Oreste Baldini in Toonsylvania
- Oliviero Corbetta in Castlevania